# حبش علیا
حبش علیا، روستایی است از توابع بخش قطور و در شهرستان خوی استان آذربایجان غربی ایران.

## جمعیت
این روستا در دهستان قطور قرار داشته و بر اساس سرشماری سال ۱۳۹۵ جمعیت آن ۳۰۰۰ نفر (۴۷۴ خانوار)
بوده‌است.